# Blodeuwedd

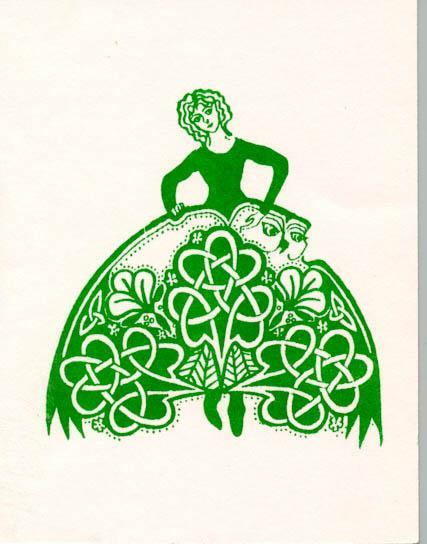

Blodeuwedd è una delle figura mitologica che nella mitologia gallese fa la sua apparizione nel quarto racconto del Mabinogion. È fuoriuscita magicamente da nove fiori (fiori di quercia, di ginestra e di prato), grazie alle virtù del mago Gwydion, figlio di Dôn e di Math fab Mathonwy. È una dea lunare.

## Etimologia
Il suo nome è composto da blodeu, che significa fiori e da gwedd, ossia viso o aspetto, quindi la sua definizione è "viso di fiori".

## Storia e leggenda
Blodeuwedd sposa Lleu Llaw Gyffes, però è una moglie infedele: inizia una relazione con Gronw Pebr e gli rivela il segreto per uccidere suo marito Lleu, piano che questi mette in pratica.
Ferito a morte dalla lancia di Gronw Pebr, Lleu sfugge trasformandosi in un'aquila. Blodeuwedd in questo modo riesce a convivere con l'amante.
Gwydion segue le tracce di Lleu e lo trova finalmente in salvo su una quercia. Con uno stratagemma canoro, attira il nipote, lo fa scendere dall'albero e con una magia lo umanizza nuovamente, lo cura e prepara con lui un piano per vendicarsi. La vendetta riesce pienamente, l'amante di Blodeuwedd viene sconfitto in un duello e perde la vita. Per completare l'opera Gwydion arresta Blodeuwedd e la trasforma in un gufo.

## Nella cultura di massa
Nel romanzo Cuore d'inchiostro  di Cornelia Funke, viene riassunta brevemente la storia di Blodeuwedd.